# Toestand (systeemtheorie)
De toestand van een dynamisch systeem is de informatie die men over dat systeem moet hebben om het gedrag ervan in de nabije toekomst te kunnen voorspellen. Bijvoorbeeld, als men van een vrij vallende appel, of van een planeet uit het zonnestelsel, de positie en de snelheid kan meten op een bepaald ogenblik, dan kan men (gebruikmakende van de wetten van Newton) voorspellen waar de appel zich op de volgende tijdstippen zal bevinden.
De toestand van het systeem is geen fysische eigenschap van dat systeem, maar eigenlijk  niet meer dan een benadering van die fysische werkelijkheid in een wiskundig model dat de mens van die fysische werkelijkheid heeft gemaakt.
Moderne regelaars maken steeds meer gebruik van een toestandbeschrijving van een systeem, omdat er sinds de eerste helft van de 20e eeuw een heel uitgebreid gamma aan wiskundige technieken is ontworpen om systemen te regelen met behulp van computers, op basis van zulke toestandbeschrijvingen.